# Vlaardingen Oost vasútállomás
Vlaardingen Oost vasútállomás vasútállomás Hollandiában, Vlaardingen községben,  településen.

## Vasútvonalak
Az állomást az alábbi vasútvonalak érintik:
- Schiedam–HoekvanHolland-vasútvonal
- Ligne B
- Ligne A

## Kapcsolódó állomások
A vasútállomáshoz az alábbi állomások vannak a legközelebb:
- Vlaardingen Centrum vasútállomás (Hoek van Holland Strand metro station, délnyugat, Ligne B)
- Schiedam Nieuwland vasútállomás (Nesselande, északkelet, Ligne B)
- Schiedam Nieuwland vasútállomás (Binnenhof, Ligne A)
- Vlaardingen Centrum vasútállomás (Vlaardingen West vasútállomás, Ligne A)